# Tyrone Mears
Tyrone Mears (ur. 18 lutego 1983 w Stockport) – angielski piłkarz grający na pozycji prawego obrońcy. Jeden raz wystąpił w reprezentacji Jamajki, mimo że nie był do tego uprawniony.

## Życiorys

### Kariera klubowa
Mears jest wychowankiem Manchesteru City i w sierpniu 2001 roku podpisał z nim profesjonalny kontrakt. 30 marca 2002 zadebiutował w Division One w wygranym 3:0 domowym spotkaniu z Nottingham Forest, gdy w 84. minucie zmienił Stuarta Pearce’a. Był to jego jedyny mecz w barwach Manchesteru City, który wiosną 2002 awansował do Premier League.
W lipcu 2002 roku Mears odszedł za 200 tysięcy funtów do Preston North End, z którym podpisał trzyletni kontrakt. Swoje pierwsze spotkanie w nowym zespole rozegrał 19 października 2002 przeciwko Walsall F.C. (3:3). W sezonie 2002/2003 rozegrał 22 spotkania i zdobył jednego gola, a w kolejnym zaliczył 12 spotkań i również strzelił jedną bramkę. Większą część sezonu 2004/2005 opuścił z powodu złamania nogi, ale już w sezonie 2005/2006 był podstawowym zawodnikiem Prestonu, z którym wystąpił w nieudanych dla klubu play-off o udział w Premier League.
W lipcu 2006 roku Mears po odrzuceniu oferty z Charltonu Athletic odszedł do West Ham United, a suma transferu wyniosła milion funtów. 19 sierpnia 2006 zaliczył debiut w Premier League w wygranym 3:1 spotkaniu z Charltonem. Do końca roku rozegrał w barwach West Ham łącznie 5 spotkań ligowych.
W styczniu 2007 roku Mears został wypożyczony do Derby County i 3 lutego 2007 rozegrał swoje pierwsze spotkanie dla tego klubu, wygrane 1:0 na wyjeździe z Southamptonem. Derby awansowało do Premiership, a w lipcu 2007 Mears został wykupiony za milion funtów i podpisał trzyletni kontrakt. W Premiership był podstawowym zawodnikiem. Rozegrał 25 meczów i zdobył jednego gola, jednak klub powrócił do Football League Championship. 29 sierpnia 2008 Mears wyjechał na testy do Olympique Marsylia bez pozwolenia menedżera Derby Paula Jewella, w związku z tym został ukarany 6-tygodniowym wstrzymaniem wypłaty.
Ostatecznie w zimowym oknie transferowym sezonu 2008/2009 Mears odszedł do Olympique i został wypożyczony za kwotę 160 tysięcy funtów. W Ligue 1 zadebiutował 15 marca 2009 w zwycięskim 3:1 wyjazdowym meczu z Paris Saint-Germain. W lidze rozegrał 4 spotkania i został wicemistrzem Francji. Z kolei w Pucharze UEFA wystąpił w 3 meczach i strzelił gola Ajaksowi (2:2). W czerwcu 2009 powrócił do Derby, gdy kierownictwo Olympique nie zdecydowało się przedłużyć wypożyczenia Jamajczyka.
30 czerwca 2009 Mears podpisał trzyletni kontrakt z beniaminkiem Premier League, Burnley. Kosztował 500 tysięcy funtów. Zadebiutował 15 sierpnia w ligowym meczu ze Stoke City.
29 lipca 2011 wraz z Chrisem Eaglesem, przeszedł do występującego w Premier League Boltonu Wanderers. W 2015 roku został zawodnikiem Seattle Sounders FC.

### Kariera reprezentacyjna
11 lutego 2009 zadebiutował w reprezentacji Jamajki w zremisowanym 0:0 towarzyskim spotkaniu z Nigerią, mimo że nie był do tego uprawniony.

## Statystyki

### Klubowe
| Sezon   | Klub                 | Kraj              | Rozgrywki      | Mecze | Bramki |
| ------- | -------------------- | ----------------- | -------------- | ----- | ------ |
| 2001/02 | Manchester City      | Anglia            | Division One   | 1     | 0      |
| 2002/03 | Preston North End    | Anglia            | Division One   | 22    | 1      |
| 2003/04 | Preston North End    | Anglia            | Division One   | 12    | 1      |
| 2004/05 | Preston North End    | Anglia            | Championship   | 4     | 0      |
| 2005/06 | Preston North End    | Anglia            | Championship   | 32    | 2      |
| 2006/07 | West Ham United      | Anglia            | Premier League | 13    | 1      |
| 2006/07 | Derby County         | Anglia            | Championship   | 13    | 1      |
| 2007/08 | Derby County         | Anglia            | Premier League | 25    | 1      |
| 2008/09 | Derby County         | Anglia            | Championship   | 3     | 0      |
| 2008/09 | Olympique Marsylia   | Francja           | Ligue 1        | 4     | 0      |
| 2009/10 | Burnley              | Anglia            | Premier League | 38    | 0      |
| 2010/11 | Burnley              | Anglia            | Championship   | 44    | 1      |
| 2011/12 | Bolton Wanderers     | Anglia            | Premier League | 1     | 0      |
| 2012/13 | Bolton Wanderers     | Anglia            | Championship   | 26    | 0      |
| 2013/14 | Bolton Wanderers     | Anglia            | Championship   | 1     | 0      |
| 2015    | Seattle Sounders FC  | Stany Zjednoczone | MLS            | 36    | 1      |
| 2016    | Seattle Sounders FC  | Stany Zjednoczone | MLS            | 38    | 1      |
| 2017    | Atlanta United FC    | Stany Zjednoczone | MLS            | 21    | 1      |
| 2018    | Minnesota United FC  | Stany Zjednoczone | MLS            | 11    | 1      |
| 2018/19 | West Bromwich Albion | Anglia            | Championship   |       |        |